# Цаніка
Цаніка (італ. Zanica) — муніципалітет в Італії, у регіоні Ломбардія, провінція Бергамо.
Цаніка розташована на відстані близько 480 км на північний захід від Рима, 45 км на північний схід від Мілана, 7 км на південь від Бергамо.
Населення — 8590 осіб (2014).
Щорічний фестиваль відбувається 6 грудня. Покровитель — святий Миколай.

## Демографія
Населення за роками:

Станом на 1 січня 2023 року в муніципалітеті офіційно проживало 788 іноземців з 52 країн, серед них 131 громадянин країн Євросоюзу та 29 громадян України.

## Сусідні муніципалітети
- Аццано-Сан-Паоло
- Кавернаго
- Комун-Нуово
- Грассоббіо
- Оріо-аль-Серіо
- Стеццано
- Урньяно